# Église Saint-Martin (Saint-Imier)

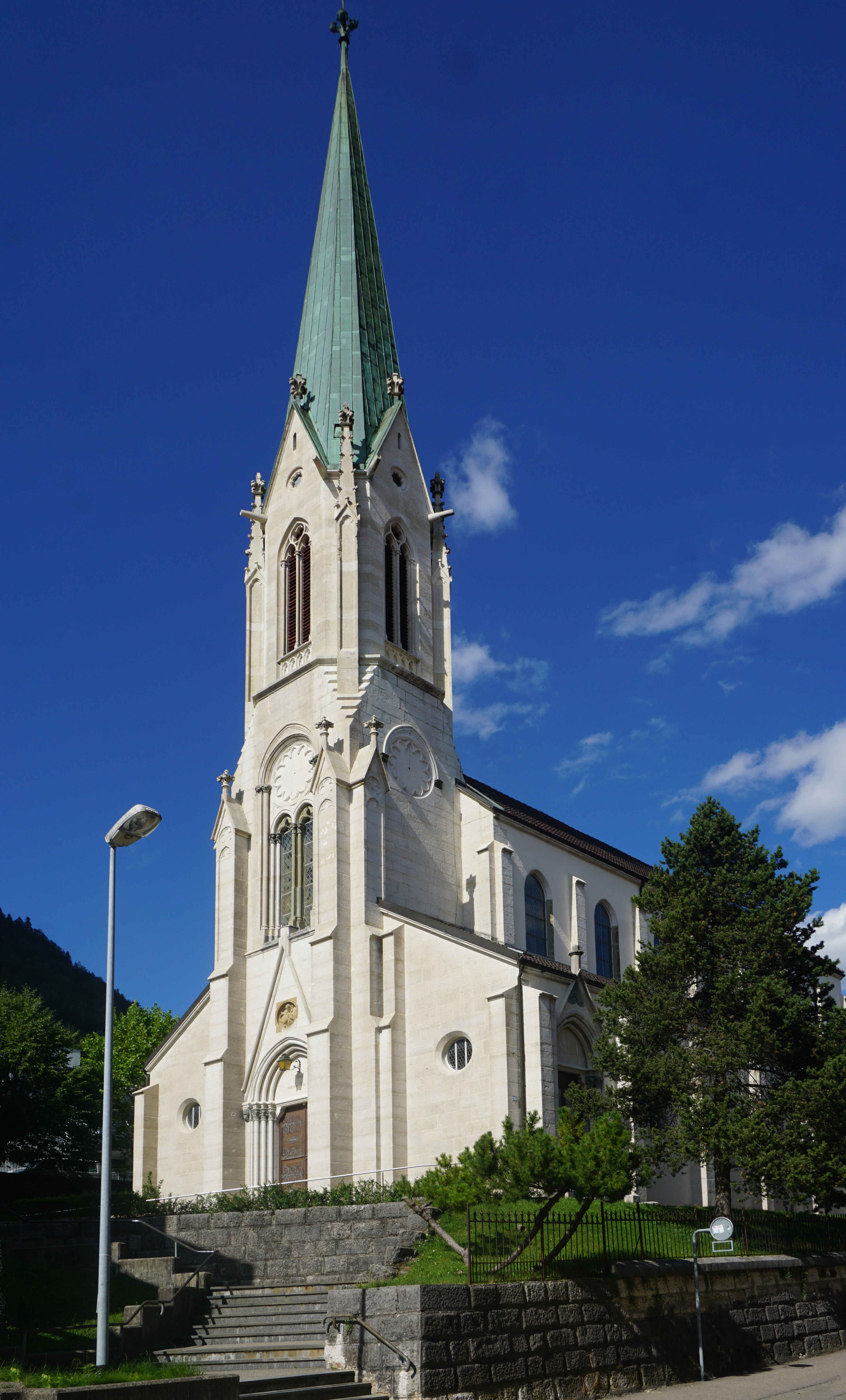
Saint-Martin in St. Imier

Die Kirche Saint-Martin an der Rue de Beau-Site 6 in Saint-Imier im Kanton Bern ist die römisch-katholische Pfarrkirche der Gemeinden im St. Immer Tal. Neben der 1862–1866 in neugotischem Stil erbauten Kirche in Saint-Imier besitzt die Pfarrgemeinde ein weiteres Gotteshaus in Corgémont. Die römisch-katholische Pfarrei Vallon de Saint-Imier zählt rund 4.200 Gläubige und erstreckt sich über das gesamte Vallon mit den Gemeinden Corgémont, Cormoret, Cortébert, Courtelary, Renan, Saint-Imier, Sonceboz-Sombeval, Sonvilier und Villeret. Die Kirche sowie das Pfarrhaus sind als schützenswerte Objekte im Verzeichnis des Kanton Bern erfasst.

## Geschichte

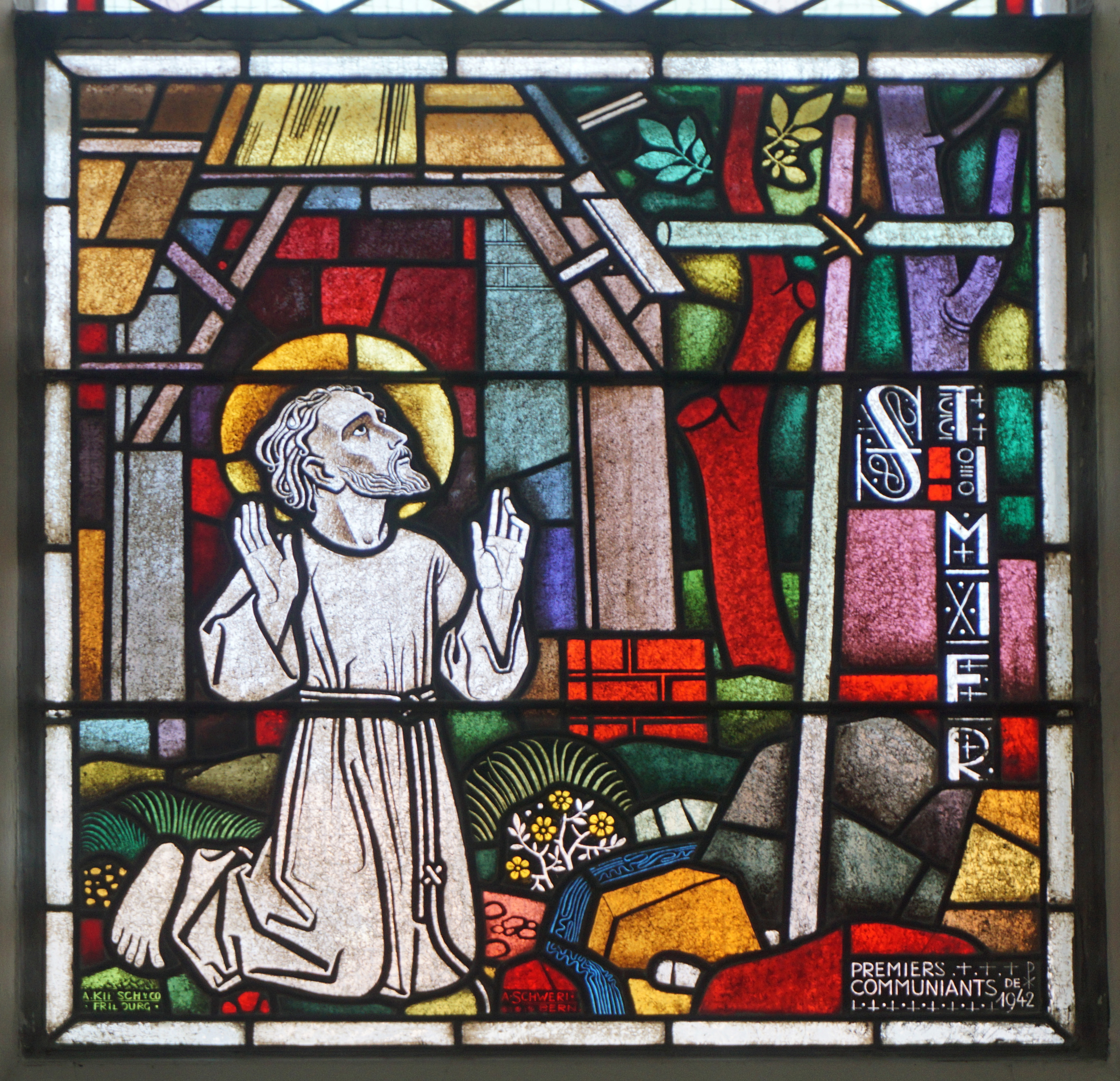
St. Imier in der Martinskirche

Um das Jahr 600 gründete der heilige Himerius im Quellgebiet der Schüss eine Siedlung mit einer Kirche, die als Cella Sancti Imerrii von Karl dem Grossen 884 erwähnt wurde. Über dem Grab des Einsiedlers entstand im 11. Jahrhundert die Stiftskirche, die von 12 Kanonikern betreut wurde. Seither sind die Stadt und das ganze Tal nach dem Heiligen benannt.
Die 1528 in Biel/Bienne und 1530 in Erguel eingeführte Reformation führte zum Verbot des katholischen Gottesdienstes im Tal von Saint-Imier. Die Kollegiatkirche ist seitdem die Pfarrkirche der evangelisch-reformierten Gemeinde. Nach dem Einmarsch der napoleonischen Truppen 1797 gehörte das Erguël bis 1814 zu Frankreich und wurde dann Teil des Kantons Bern.
Mit der beginnenden Industrialisierung siedelten sich wieder Katholiken im Tal an. Um 1834 gab es etwa 400 katholisch-gläubige Menschen im Bezirk Courtelary. 1861 wurden gemäss der Volkszählung des Bundes 1805 Katholiken unter den 22.000 Einwohnern des Bezirks gezählt. Nach mehreren erfolglosen Eingaben erlaubte die Kantonsregierung 1857 die Schaffung einer Kirchgemeinde in Saint-Imier. Als erster Pfarrer wurde Abbé Pierre Mamie (1801–1900), der damalige Pfarrer von Miécourt ernannt. Er begann sobald mit der Planung einer neuen Kirche, die von 1862 bis 1866 gebaut wurde.
In der Folge des Kulturkampfs wurde 1873 die neue Martinskirche den Altkatholiken übergeben und Abbé Mamie, weil er sich den Protesten gegen die Ausweisung Bischof Lachats anschloss, 1874 ebenfalls ausgewiesen. In Fontaines im Kanton Neuenburg war er während seiner Exilzeit als Kaplan tätig und kehrte 1875 zurück. Im folgenden Jahr musste er aus gesundheitlichen Gründen zurücktreten. Die in Saint-Imier verbliebenen römisch-katholischen Gläubigen trafen sich in der Folge in Privathäusern und liessen bald darauf in der Rue de la Cléf eine Kapelle bauen, die an Weihnachten 1877 eingeweiht wurde.
Nach etwa vierzig Jahren und vielen kämpferischen Verhandlungen bis vor Bundesgericht die 1910 mit einem Vergleich abgeschlossen wurden, durfte die römisch-katholische Gemeinde ihre Martinskirche 1912 zurückkaufen. Die bestehende Kapelle verkaufte der als Eigentümer registrierte Luzerner Kultusverein an die deutschsprachige evangelisch-reformierte Gemeinde. Der damalige Pfarrer Rippstein bezog eine Wohnung in der «Villa Basilea», der ehemaligen Leonidas-Fabrik. Zu deren Schutz vor erneuter Enteignung wurde als Eigentümerin eine eigene private Firma «Basilea» in Sursee gegründet.
Ein Teil der Kaufvereinbarungen verlangte die Vollendung des Kirchenbaus und damit den Bau der Turmspitze innert 20 Jahren. Der Bau wurde im November 1913 vollendet. Die danach noch erfolgten Umbauten hatten Bestand bis in die 40er Jahre. Danach erfolgten erste Reparaturarbeiten im Inneren und an den Aussenflächen. Die Seitenfenster erhielten 1942 Glasmalereien; Beichtstühle und eine Kommunionbank an den Chorstufen wurden eingebaut.
Mit der allgemeinen Neuausrichtung der Sakralkunst begann 1945 unter der Leitung von Architektin Jeanne Bueche ein Restaurierungsprojekt unter künstlerischer Begleitung von Georges Dessouslavy, das einschneidende Änderungen des Erscheinungsbilds der Kirche mit sich brachte. Die neugotischen Verzierungen und Malereien wurden entfernt, um einer nüchternen Ausstattung Platz zu machen. Die Kanzel an der ersten Säule verschwand. Ein neuer Hochaltar aus Marmor mit modernen Reliefs kam an die Chorrückwand. Die bestehenden Sakristeianbauten wurden entfernt und durch einen Anbau rings um die Apsiden der Kirche ersetzt. Die Ausschmückung der Chorwände mit Fresken musste unterbleiben, weil der damit beauftragte Künstler Dessouslavy verstarb. Die bestehende Orgel wurde ersetzt und die Empore entsprechend ausgebaut.
Nach der Liturgiereform des Zweiten Vatikanischen Konzils fand ein Volksaltar an den Chorstufen seinen Platz. Mit der jüngsten 2007 abgeschlossenen Renovierung wurden bauliche Mängel beseitigt und eine neue Harmonie des Kirchenraums durch die Umplatzierung einiger Einrichtungen erreicht.

## Baubeschreibung
Pfarrer Pierre Mamie sah im französischen Architekten Diogène Poisat (1808–1881) den geeigneten Mann für sein Projekt. Die Kirche von Réchésy im Elsass, die Poisat gebaut hatte, diente als Vorbild für die Kirche in Saint-Imier. Allerdings hatte der Architekt auf die Sonderwünsche und Einsparungen des Bauherrn zu achten.
Auf dem Grundstück an der Rue de l’École steht die basilikale Kirche in west-östlicher Ausrichtung. Die westliche Giebelfassade wird durch den hoch aufstrebenden Glockenturm gebildet. Das hohe Mittelschiff mit seinem Satteldach wird von zwei niedrigeren Seitenschiffen mit Pultdächern begleitet. Die oktogone Chorapsis des Mittelschiffs ist seit dem Umbau der 1950er Jahre mit einem an die Seitenschiffe anschliessenden Anbau für die Sakristei umfangen. Eine Freitreppe führt von der Strasse zum Haupteingang an der Westseite.

### Kirchturm
Der Turm wurde zunächst nur auf die Firsthöhe des Mittelschiffs gebaut. Als Glockenstube
diente ein achteckiger Aufbau, dessen niedriges Dach von einem eisernen Kreuz überragt war. Bereits in der Zeit als die Christkatholiken die Verantwortung für die Kirche hatten, sammelte man mit einer Lotterie 70.000 Franken zum Fertigstellung der Turmspitze. Erst nach der Übernahme der römisch-katholischen Gemeinde wurde unter der Leitung des Architekten August Hardegger aus St. Gallen der Turm vollendet. Die Finanzierung gelang erneut mit einer Lotterie, weil ja die ursprünglich gesammelte Summe zum Bau einer christkatholischen Kirche verwandt wurde.

### Glocken
Das vierstimmige Geläut wurde in zwei Etappen geschaffen. 1866 lieferte der Glockengiesser Bournez aus Morteau die beiden kleineren Glocken, die am 30. September 1866 geweiht wurden. Die beiden grossen Glocken lieferte 1913 die Spezial-Glockengiesserei für grosse Glocken Jules Robert aus Nancy. Sie wurden am 14. September 1913 geweiht.
| Glocke | Gewicht | Widmung                                       | Inschrift |
| ------ | ------- | --------------------------------------------- | --- |
| 1      | 1578 kg | «HOMMAGE AU SACRÉ-COEUR DE JÉSUS»             | |
| 2      | 1151 kg | «HOMMAGE À MARIE IMMACULÉE ET À SAINT JOSEPH» | |
| 3      | 0580 kg | «Je m’appelle Imière-Joséphine-Marie.»        | «J’HONORE DIEU, JE REHAUSSE LES FÊTES, J’APPELLE LES VIVANTS ET JE PLEURE LES MORTS, SAINT IMIER, PRIEZ POUR NOUS» |
| 4      | 0247 kg | «Je m’appelle Martine-Xavière-Fany...»        | «S. MARTIN, PRIEZ POUR NOUS...»                                                                                    |

## Innenraum und künstlerische Ausstattung

### Baptisterium

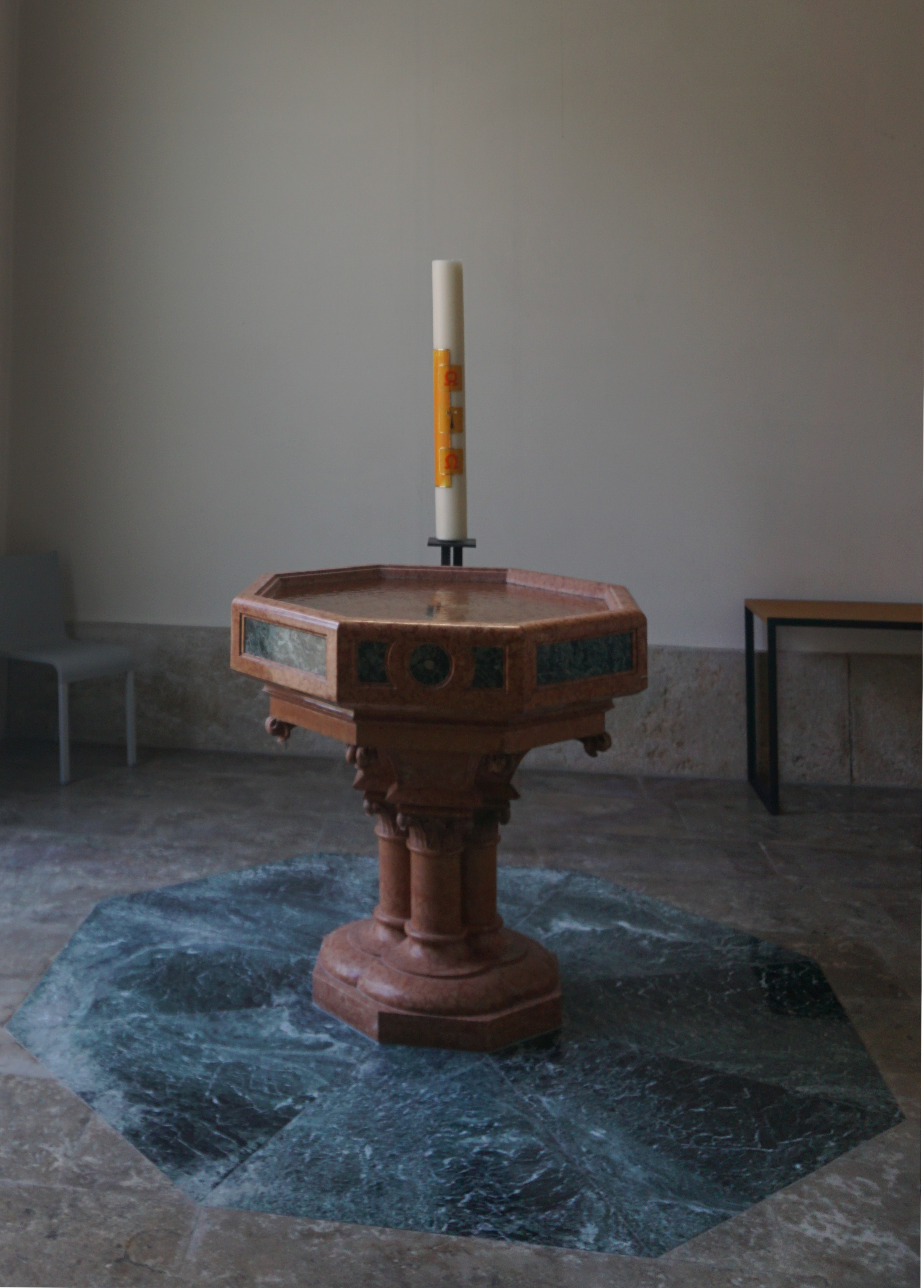
Taufstein von 1912

Am westlichen Anfang des rechten Seitenschiffs musste beim Bau der Kirche auf Verlangen des kritisch-ablehnend eingestellten Kantonsbaumeisters Friedrich Salvisberg eine Seitentüre eingebaut werden. Dort wurde 1912 ein vom Architekt Hardegger entworfener Taufstein in rotem Veroneser Marmor aufgestellt. Als Einlagen wurde grüner Serpentinit verarbeitet, der auch beim jüngsten Umbau für den achteckigen Plattenboden um den Sockel verwendet wurde. Bei der jüngsten Renovierung 2007 der Kirche wurden die Türe durch ein Kunstglasfenster ersetzt und ein eigenes Baptisterium geschaffen. Das Fenster gestaltete der Künstler Michel Delanoë (* 1945 in Caen) aus Serix VD in weisslichem Glasschliff.

### Hauptschiff und Chor

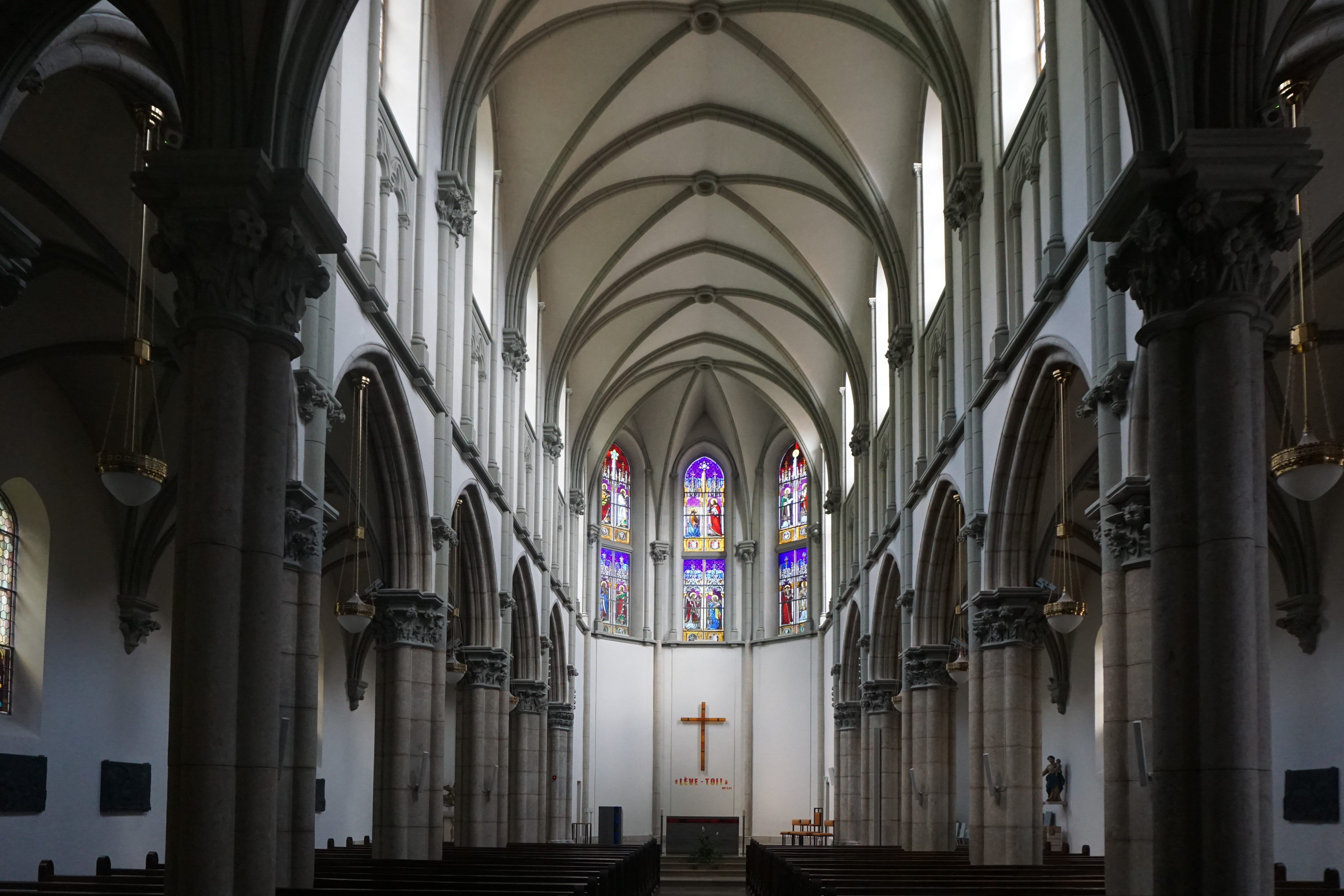
Mittelschiff mit Chor

Das Mittelschiff und die Seitenschiffe sind durch Arkaden geteilt. Deren Rundbögen sind von profilierten Pfeilern mit figürlich behauenen Kapitellen gestützt. Darüber überbrückt ein Triforium die Wandfläche bis zu den Spitzbogen-Fenstern des Obergadens. Der oktogone Chor wird von fünf Spitzbogenfenstern mit einfachem Masswerk erhellt. Die Fensterhöhe setzt die Reihe der Triforien und Obergadenfenster fort. Zwischen den Fenstern gliedern Wandpfeiler die Wände. Als Fortsetzung der Pfeiler stützen Pilaster mit aufgesetzten Kämpfern das Kreuzrippengewölbe ab.
Als Bildhauer hatten sie den Elsässer Joseph Meyerlin aus Altkirch angestellt. Vermutlich sind die meisten Ornamente und Verzierungen aus seiner Hand, denn wie Abbé Mamie in seinen Aufzeichnungen schrieb, hatten die einheimischen Steinhauer erhebliche Mühe mit der ungewohnten Arbeit, besonders bei der Konstruktion der Kreuzrippendecke.
In der neu gebauten Kirche wurden Kirchenbankreihen beidseitig des Mittelgangs und an den Wänden der Seitenschiffe eingebaut. Abbé Mamie beauftragte den schon vorher für Diogène Poisat tätig gewesenen Tischlermeister Marchand aus Saulx (Haute-Saône) mit der Herstellung, weil dieser genügend Eichen in seiner Region habe. Die Bankköpfe mussten in den durch den Pfarrer vorgegebenen Abmessungen und dem eingereichten Modell angefertigt werden. Am 14. Juli 1866 kamen die Bänke samt den Kirchentüren in einem Waggon in Biel an. Sie waren alle aus 20 Jahre lang getrockneten Eichenbrettern gefertigt, wie Abbé Mamie in seinem Tagebuch vermerkte. Seit der Neugestaltung des Kirchenraums 2007 stehen die Bänke auf dem neukonstruierten Holzboden in nur noch zwei Blöcken beidseitig des Mittelgangs. Damit soll eine konzentrierte Ausrichtung auf die Mitte und den Altarbereich erreicht werden.
Als 1950 die Architektin Jeanne Bueche mit der künstlerischen Neugestaltung der Kirche beauftragt war, wurde die 1813 aus Eichenholz von «Maison Böhme de Mulhouse» gebaute und mit Schnitzwerk verzierte Kanzel entfernt. Ebenso wichen der Hochaltar und die Seitenaltäre, sie wurden in ihrem Stil als «gefälschte Gotik» betrachtet. In dem nun «architektonisch gereinigten» Chor wurde ein neuer Altar aufgestellt, aus Marmor gestaltet vom Künstler Remo Rossi. Anstelle der bemalten Fenster aus dem 19. Jahrhundert sollten nach dem Vorschlag des Kunstexperten Georges Dessouslavy moderne dunkle Verglasungen eingebaut und die von der historisierenden Malerei befreiten Chorwände mit Fresken in moderner Art bemalt werden. Aber diese Pläne wurden nicht umgesetzt. Nach der Umbauphase in der Folge der Liturgiereform des Zweiten Vatikanischen Konzils kam ein neuer Altar an die Stufen des Chors.
In dieser Periode entstand auch der Kreuzweg, den der einheimische Künstler Georges Schneider mit schwarzen Angers-Schieferplatten gestaltete. Die zunächst aus vierzehn Stationen bestehend Installation wurde am 23. März 1963 eingeweiht und fand allgemeine Zustimmung. Darauf erhielt der Künstler den Auftrag mit der fünfzehnten Station, der Darstellung der Auferstehung Christi, das Werk zu vollenden, was im folgenden Jahr geschah. Nach der neuen Raumordnung besteht nun ein Gang an den Seitenwänden und der Kreuzweg ist frei zugänglich.
Der Altar von Remo Rossi war nach den Umbauten in den 60er Jahren im Hintergrund des Chors nicht seiner künstlerischen Bedeutung entsprechend platziert. Deshalb wurde der Altar samt seinem aufgesetzten Tabernakel in die Apsis des linken Seitenschiffs versetzt. Dort sind die drei Reliefs mit der Darstellung der wunderbaren Brotvermehrung in der Mitte und der Hochzeit zu Kana als Darstellung der Eucharistie sowie der Gang Petri über die Wellen als Zeugnis des Glaubens besser zu sehen. Damit fand auch der Tabernakel, der nach dem Konzil nicht auf dem Altar stand, wieder einen würdigen Ort des heiligen Sakraments. An der Rückwand des Chors ist stattdessen ein hohes Kreuz aufgehängt. Nun ist mit der neuen Möblierung des Chors eine harmonische Einheit hergestellt. Mit der Neugestaltung des Baptisteriums wurde auch die Madonnenstatue aus dem 19. Jahrhundert neu platziert. Sie befindet sich nun an der rechten Seitenwand in heller Umgebung.
Am Bau und den verschiedenen Aus- und Umbauten der Kirche waren mehrere Architekten beteiligt. Das war 1862 bis 1867 Diogene Poisat, 1910 bis 1912 August Hardegger, 1950 bis 1965 Jeanne Bueche und von 2004 bis 2007 Sabine Girardin und Christine Rais El Mimouni. Die beiden Architektinnen konnten in Absprache mit dem Denkmalschutz eine zeitgemässe Neuausrichtung der Kirche für die Besucher verwirklichen.

## Glasmalerei

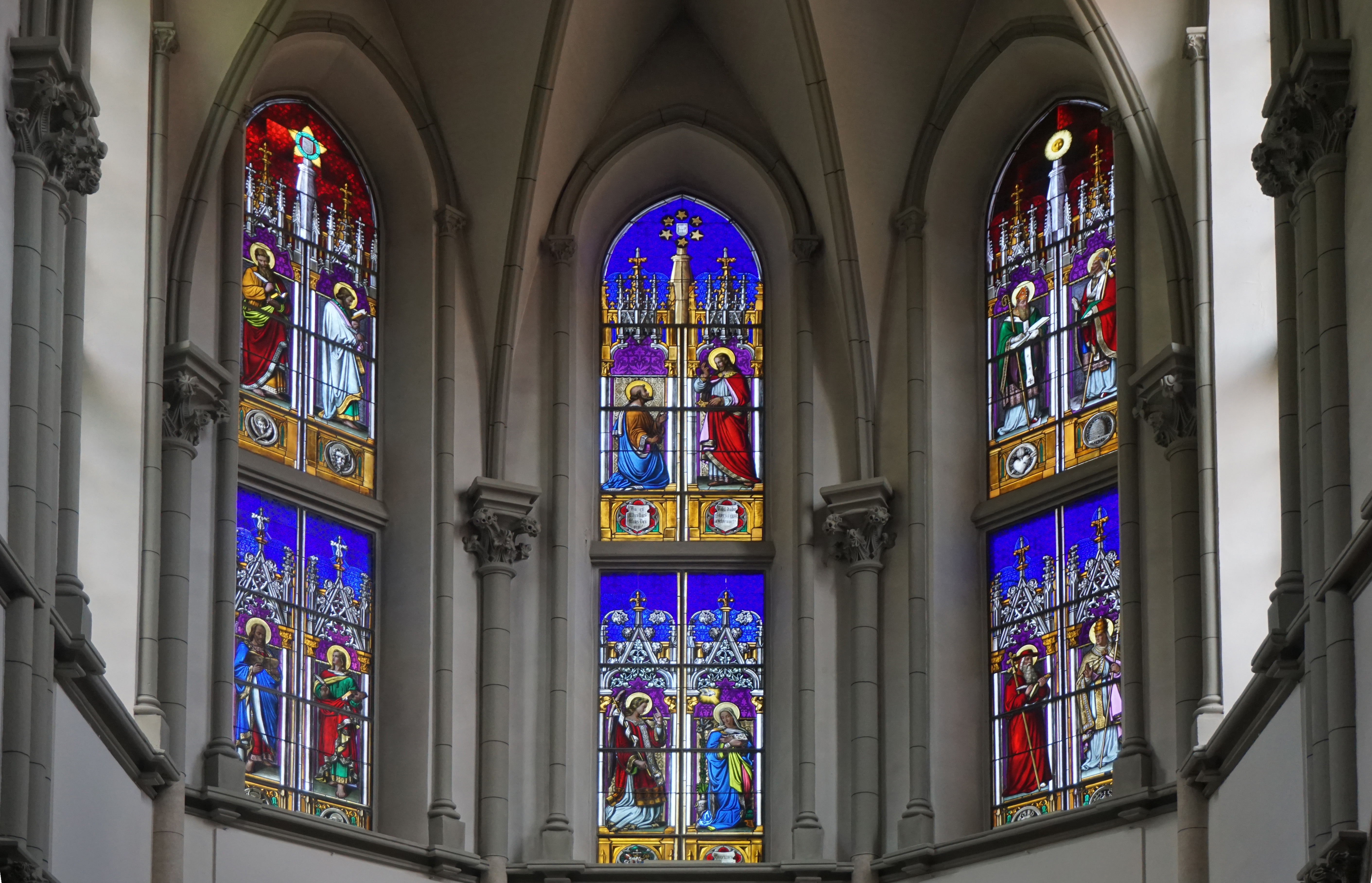
Chorfenster von Johann Jakob Röttinger

Die drei hohen Fenster im Chor waren 1866 von Johann Jakob Röttinger nach der Art der Nazarener gemalt worden. Sie stellen im mittleren Fenster die Verkündigung an Maria und die Schlüsselübergabe an Petrus dar. Weiter sind im linken Fenster die vier Evangelisten und rechts die vier Kirchenväter Augustinus, Ambrosius, Hieronymus und Papst Gregor der Grosse. Die Fenster der Seitenschiffe wurden 1942 von Albin Schweri mit Bildern besonders von Schweizer Heiligen bemalt. Zwei Bilder der Hl. Cäcilia und des Hl. Benedikt, gemalt von Frauenknecht Firma Scheidegger Freiburg, kamen 1980 dazu. Zuletzt entstand noch die ungegenständliche Verglasung in der Taufkapelle 2007 von Michel Delanoë.

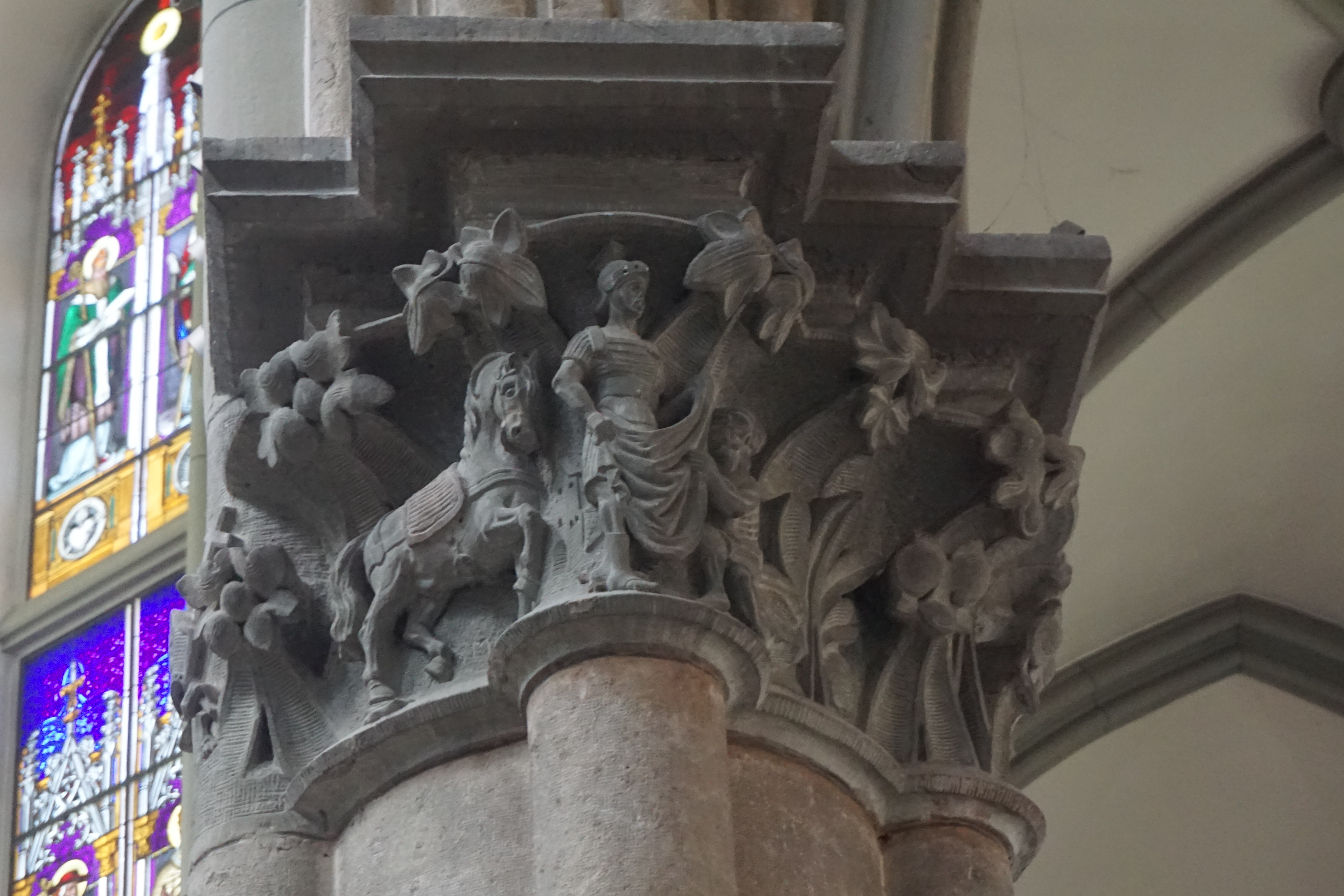
Kapitell St. Martin
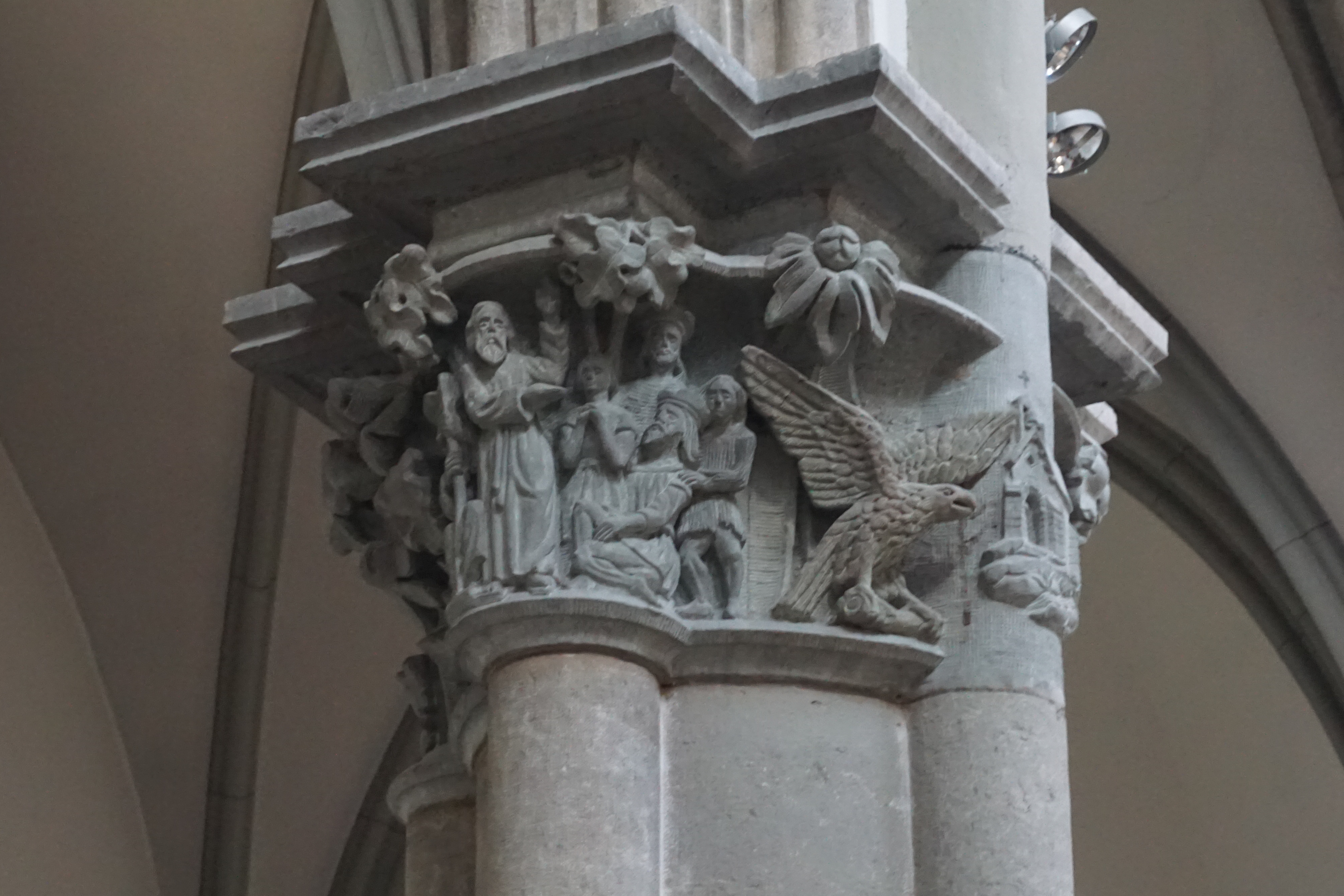
Kapitell links
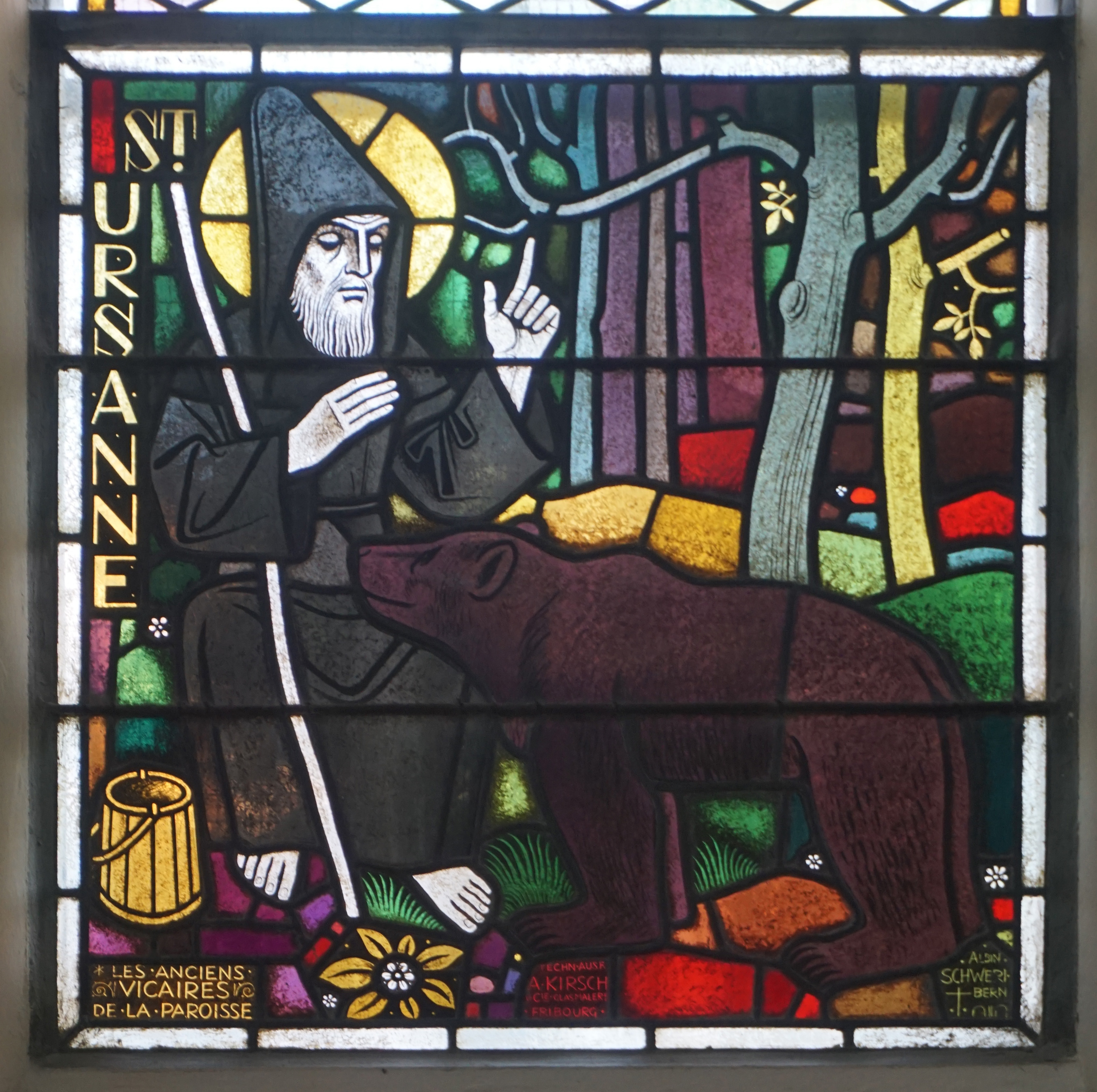
St. Ursanne von A. Schweri
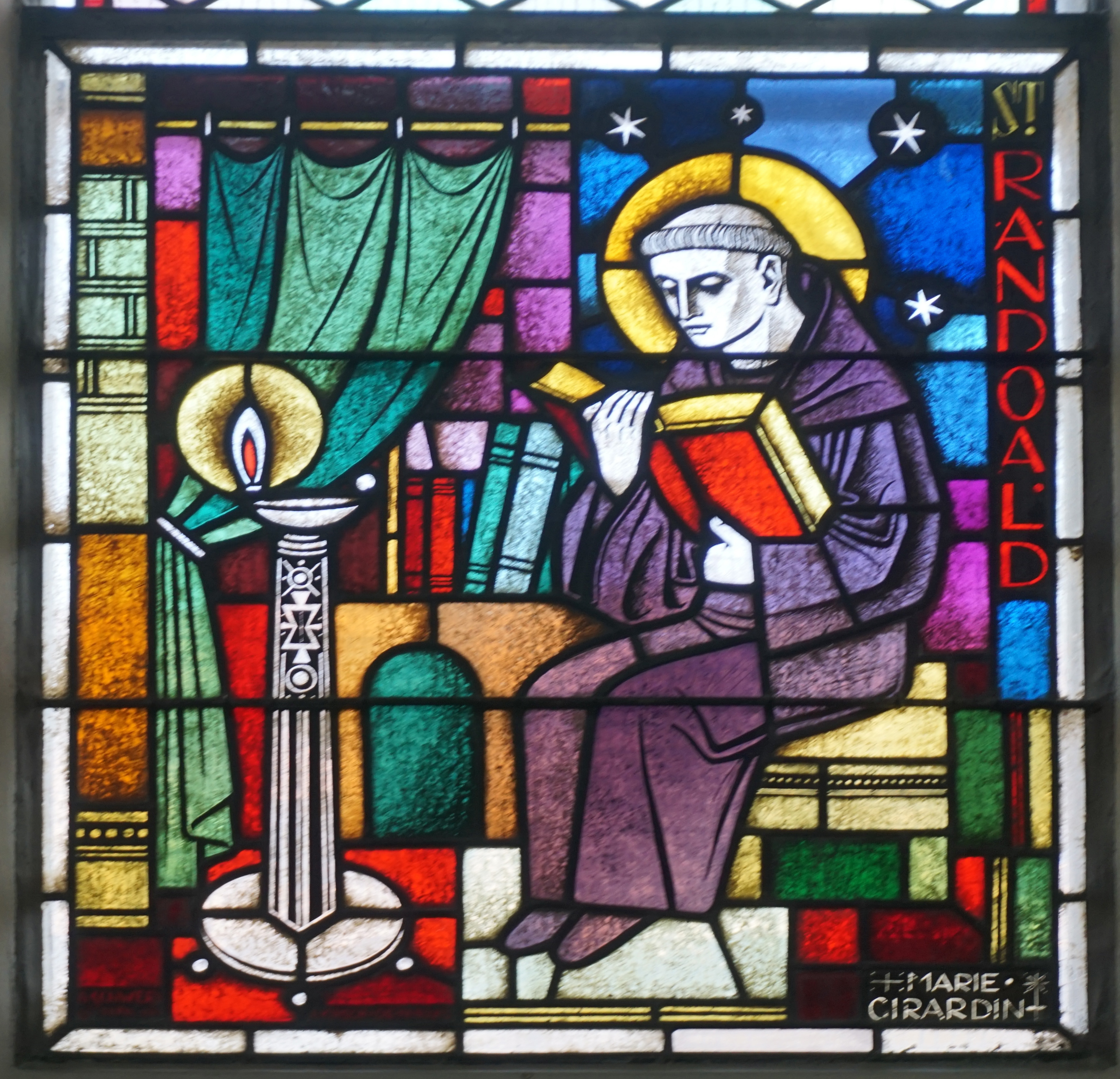
St. Randoald
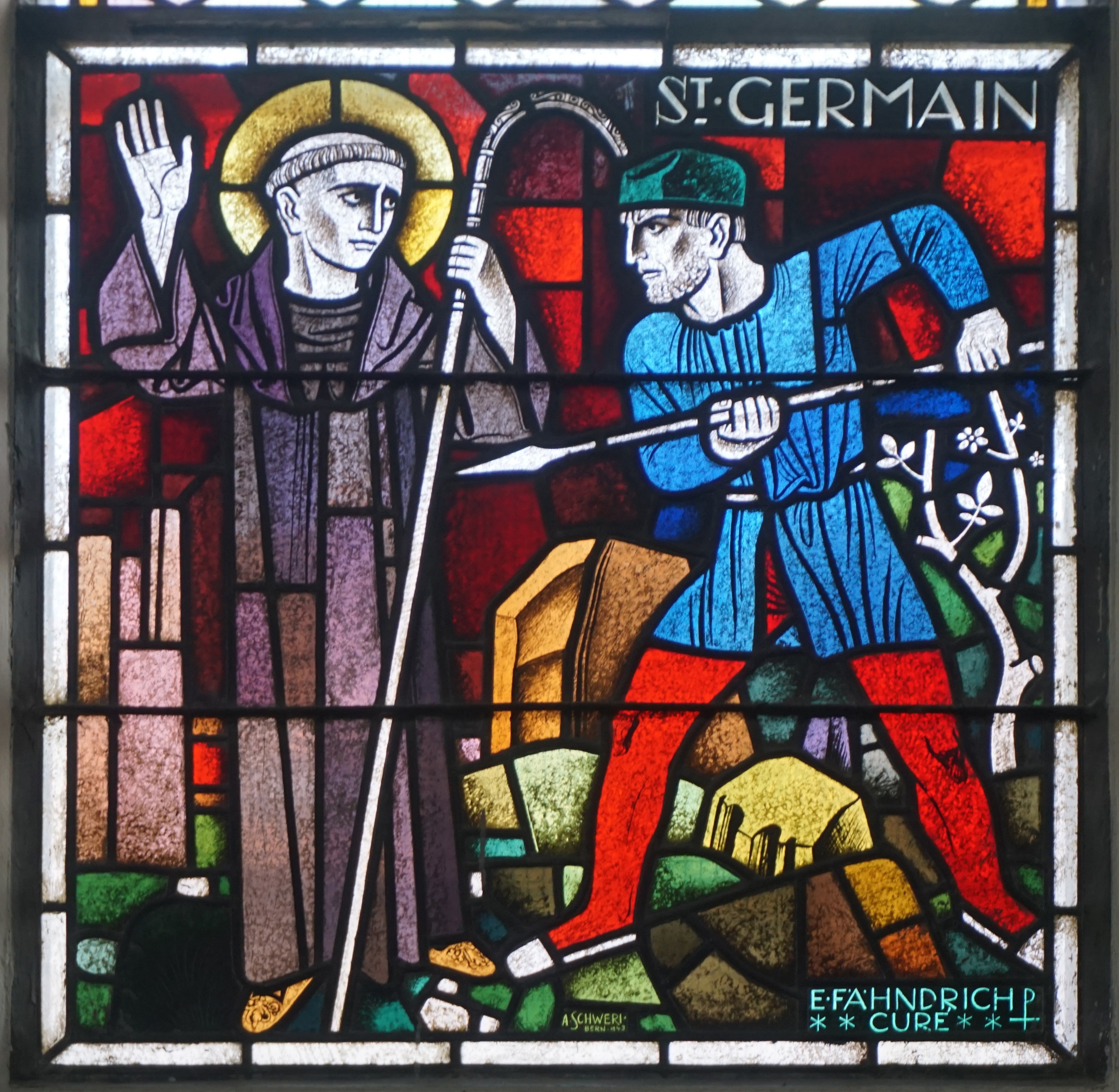
St. Germaine

## Orgel

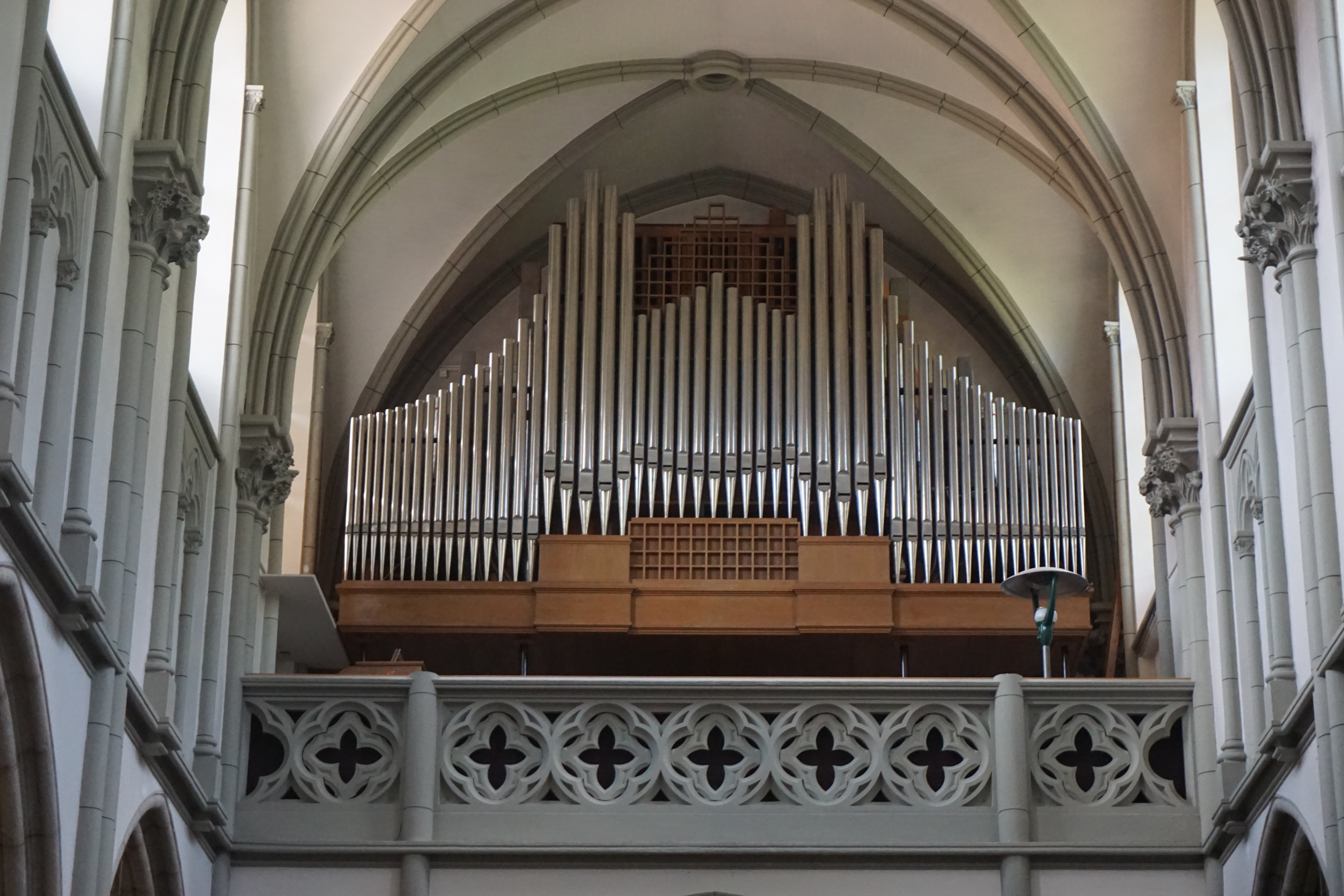
Die Röthinger Orgel

Zur Bauzeit der Kirche verkaufte die Kirchgemeinde St. Theodor in Basel eine Orgel Johann Andreas Silbermanns aus dem Jahr 1770 der römisch-katholischen Kirchgemeinde Saint-Imier. Mit ihrem barocken Prospekt und ihrer Grösse passte das Instrument nicht recht zur neugotischen Kirche. 1951 kaufte das historische Museum Basel die Silbermann-Orgel zurück und baute sie in der Peterskirche in Basel neu auf.
Im Oktober 1951 beschloss die Kirchenbaukommission den Kauf einer neuen Orgel die durch die Firma E. A. Röthinger, Strasbourg, auf der verstärkten Empore errichtet und am 29. März 1953 eingeweiht wurde. Das Instrument hat einen Freipfeifenprospekt und steht auf einem abgestützten Orgelpodest. Der Spieltisch mit elektrischer Traktur steht unterhalb links an der Wand und Emporenbrüstung. Die Orgel umfasst 27 Register mit Schleifladen auf zwei Manualen und Pedal.
| I Grand Orgue C–g3 |       |
| Montre             | 8′    |
| Flûte              | 8′    |
| Bourdon            | 8′    |
| Prestant           | 4′    |
| Flûte à cheminée   | 4′    |
| Doublette          | 2′    |
| Fourniture V       | 1 ⁄3′ |

| II Récit expressiv C–g3 |        |
| Bourdon                 | 16′    |
| Diapason                | 8′     |
| Flûte à cheminée        | 8′     |
| Salicional              | 8′     |
| Principal italienne     | 4′     |
| Flûte douce             | 4′     |
| Nazard                  | 2 ⁄3′  |
| Flageolet               | 2′     |
| Terz                    | 1 3⁄5′ |
| Plein-jeu VI            | 1 ⁄3′  |
| Trompette               | 8′     |
| Châlumeau               | 4′     |

| Pédale C–f1 |     |
| Soubbasse   | 16′ |
| Bourdon     | 16′ |
| Bourdon     | 8′  |
| Flûte       | 8′  |
| Flûte       | 4′  |
| Bombarde    | 16′ |
| Trompette   | 8′  |
| Clairon     | 4′  |

- Koppeln: II/I, I/P, II/P

## Umgebung
In parkartigen Arealen stehen westlich der Kirche das Kirchgemeindehaus «Saint-Georges» und östlich das Pfarrhaus «Villa Basilea». Im 1974 wiederaufgebauten Pfarrzentrum Saint-Georges befinden sich, eine Erfrischungsbar, ein grosser Saal (mit Bühne und technischer Ausstattung) und mehrere Räume für Katechese und Treffen der verschiedenen Pfarrgruppen. Das Pfarrhaus wurde Mitte des 19. Jahrhunderts als Wohnhaus in neoklassizistischem Stil erbaut und vom Fabrikanten Constante Jeanneret 1912 der Pfarrei verkauft. Die Villa dient seither als Wohnung des Pfarrers oder Gemeindeleiters.

## Trivia
Beim Baugrundaushub der Kirche wurden Wasserquellen im Bereich des Turms und des Chores gefasst und mit dem Wasser ein neuer Brunnen am Place Neuve (heute Place du 16. Mars) gespeist.